# アスジャ・ジョーンズ
アスジャ・ジョーンズ（Asjha Takera Jones、1980年8月1日 - ）は、アメリカ合衆国の女子プロバスケットボール選手である。ポジションはフォワード。

## 来歴
コネチカット大学ではNCAA1部2度優勝。
卒業後の2002年、WNBAドラフトにてワシントン・ミスティクスより全体4位指名を受ける
ミスティクスでは2シーズンプレーした後、 コネティカット・サンへフェニックス・マーキュリーを巻き込んだ三角トレードで移籍。
2015年、ミネソタ・リンクスへ2016年ドラフト指名権との交換トレードで移籍。
2005-06シーズンよりWNBAオフはヨーロッパでプレーし、スペインのRivas Ecópolisでユーロリーグファイナルにも出場。
アメリカ代表として2009年の合宿に参加。代表選手として2010年世界選手権、ロンドンオリンピックでいずれも金メダル獲得。

## 経歴

### 大学
- 1998-2002 : コネチカット大学

### WNBA
- 2002–2003 : ワシントン・ミスティクス
- 2004–2012 : コネティカット・サン
- 2015– : ミネソタ・リンクス

### 国外クラブ
- 2003–2004 : Delta Basket Alessandria
- 2005–2007 : Dynamo Novosibirsk
- 2007–2010 : UMMC Ekaterinburg
- 2011–2012 : Rivas Ecópolis
- 2012–2013 : Kayseri Kaski S.K.
- 2013 : Spartak Moscow
- 2014 : Good Angels Košice
- 2015– : Elitzur Ramla